# Картедж (Нью-Йорк)
Картедж (англ. Carthage) — селище (англ. village) в США, в окрузі Джефферсон штату Нью-Йорк. Населення — 3236 осіб (2020).

## Географія
Картедж розташований за координатами 43°59′7″ пн. ш. 75°36′13″ зх. д. / 43.98528° пн. ш. 75.60361° зх. д. (43.985353, -75.603475).  За даними Бюро перепису населення США в 2010 році селище мало площу 6,94 км², з яких 6,49 км² — суходіл та 0,44 км² — водойми.

## Демографія
Згідно з переписом 2010 року, у селищі мешкало 3747 осіб у 1474 домогосподарствах у складі 953 родин. Густота населення становила 540 осіб/км².  Було 1616 помешкань (233/км²).
Расовий склад населення:
| - 90,0 % — білих - 3,8 % — чорних або афроамериканців - 1,6 % — азіатів - 0,5 % — корінних американців - 0,2 % — вихідців з тихоокеанських островів - 1,4 % — осіб інших рас |

До двох чи більше рас належало 2,5 %. Частка іспаномовних становила 4,6 % від усіх жителів.
За віковим діапазоном населення розподілялося таким чином: 28,0 % — особи молодші 18 років, 59,1 % — особи у віці 18—64 років, 12,9 % — особи у віці 65 років та старші. Медіана віку мешканця становила 31,3 року. На 100 осіб жіночої статі у селищі припадало 89,3 чоловіків;  на 100 жінок у віці від 18 років та старших — 83,4 чоловіків також старших 18 років.
Середній дохід на одне домашнє господарство  становив 52 916 доларів США (медіана — 42 587), а середній дохід на одну сім'ю — 60 902 долари (медіана — 42 099). За межею бідності перебувало 27,7 % осіб, у тому числі 35,6 % дітей у віці до 18 років та 1,1 % осіб у віці 65 років та старших.
Цивільне працевлаштоване населення становило 1290 осіб. Основні галузі зайнятості: освіта, охорона здоров'я та соціальна допомога — 35,8 %, публічна адміністрація — 21,7 %, мистецтво, розваги та відпочинок — 9,9 %, роздрібна торгівля — 8,0 %.